# Vulgarismus (Sprache)
Als Vulgarismus bezeichnet man ein derbes, ordinäres oder obszönes Wort, das das Schamgefühl oder den guten Geschmack verletzt. Vulgarismen gehören der Vulgärsprache an.
Ein Vulgarismus, der die bezeichnete Person beleidigt, ist gleichzeitig ein Schimpfwort (Beispiel: Scheißkerl). Jedoch ist nicht jedes Schimpfwort ein Vulgarismus (Beispiel: Rabenmutter). Auch umgekehrt ist nicht jeder Vulgarismus ein Schimpfwort (Beispiel: pisswarm). Vulgarismen, die in erster Linie dem Ausdruck von Ärger oder Überraschung dienen, sind gleichzeitig Fluchwörter (Beispiel: Scheiße!). Ein Kraftausdruck oder Kraftwort ist ein derber, vulgärer Ausdruck als Äußerung von Ärger, Erstaunen und Ähnlichem.

## Beispiele für den Gebrauch von Vulgarismen
Zu den Vulgarismen im Deutschen zählen viele der Zusammensetzungen mit Scheiß- als Erstglied von Komposita. Als Beispiel für eine solche „Vulgärbezeichnung“ nennt Pfeiffer das Wort „Scheißhaus“ für „Abort“. Weitere Beispiele aus der gleichen Quelle: „Arschloch“, „Hühnerficker“, „Motherfucker“.

## Vulgarismen in der deutschsprachigen Literatur
Zu den ästhetischen Konventionen der Hochliteratur zählte im deutschsprachigen Raum bis ins 20. Jahrhundert die konsequente Verwendung der Hochsprache. Ausdrücke aus der Sprache des Volkes widersprachen lange Zeit den Vorstellungen von sprachlicher Schönheit und wurden von Schriftstellern daher gemieden.
Eine Wende in dieser Konzeption der sprachlichen Ästhetik bahnte sich an, als mit der Fortentwicklung der bürgerlichen Literatur an die Stelle adeliger Helden zunehmend gewöhnliche Menschen traten und die Handlung nicht mehr an Fürstenhöfen, sondern im Lebensumfeld von Bürgern, Bauern und Arbeitern angesiedelt war. In größerer Zahl erschienen volkssprachliche Ausdrücke im deutschen Drama erstmals im 20. Jahrhundert – ein Phänomen, mit dem Literaturkritiker und Literaturwissenschaftler sich intensiv beschäftigt haben.
Einschlägige Textstellen sind, neben dem Götz-Zitat, unter anderem in den Räubern („Haben sie so lang gewartet, bis wir ihnen die Streu unterm Arsch angezündt haben…“) und im Woyzeck („Ich hab’s gesehn, Woyzeck; er hat auf die Straß gepisst, an die Wand gepisst, wie ein Hund.“) zu finden. 